# Tossalet del Morral
El Tossalet del Morral és una muntanya del terme municipal de Tremp, dins de l'antic terme de Fígols de Tremp. Està situat al nord-est del poble de Castissent, i pertany a la carena que separa el barranc dels Horts, a ponent, del barranc de Canillons, a llevant.
A migdia seu queda lo Morral del Bou.